# Vinko Paradzik
Vinko Paradzik (Novi Sad, 9 ottobre 1992) è un tuffatore svedese.

## Biografia
È nato a Novi Sad nella Voivodina. A causa della guerra nella ex Jugoslavia la sua famiglia è emigrata in Svezia. È residente a Jönköping ed è allenato da Brian Bungum.
Ha rappresentato la Svezia ai Campionati mondiali di nuoto di Barcellona 2013, ottenendo il ventinovesimo posto nel concorso dei tuffi dal trampolino 1 metro ed il trentasettesimo in quello dal trampolino 3 metri.
Ai Campionati europei di tuffi di Rostock 2013 è arrivato tredicesimo nel trampolino 1 metro e ventunesimo nel trampolino 3 metri.
Si è qualificato ai campionati europei del 2018 ai concorsi del trampolino 1 metro, nella piattaforma 10 metri, nel trampolino 3 metri sincro misto e nella gara a squadre mista. Nella gara a squadre mista, disputata con la connazionale Ellen Ek, è giunto settimo. Nel trampolino 1 metro ha terminato al dodicesimo posto in classifica nella gara dominata dal britannico Jack Laugher.